# Ɍ
Cette page contient des caractères spéciaux ou non latins. S’ils s’affichent mal (▯, ?, etc.), consultez la page d’aide Unicode.
Ne doit pas être confondu avec le R barré obliquement (Ꞧ)
Ɍ (minuscule ɍ), appelé R barré est une lettre additionnelle qui était utilisée dans l'écriture du kanouri. Elle  formée d’un R diacrité par une barre inscrite horizontale.

## Utilisation
Le R barré a été utilisé sur des inscriptions épigraphiques latines comme abréviation de ratio, Romanus ou rubrica,,,.
Ebenezer Clifton utilise le r barré pour indiquer le r vocalique dans un manuel de prononciation anglaise publié en 1846 avec une variante de l’Alphabet phonotypique d’Isaac Pitman.
Le r barré est une lettre de l’alphabet africain de référence de 1978, ou encore dans l’alphabet scientifique des langues du Gabon (ASG) de 1989. L’ASG utilise notamment cette lettre pour le lembaama.
En kanouri, le r barré représente une consonne spirante latérale rétroflexe voisée [ɭ].
Le r barré ‹ ɍ › est parfois utilisé comme symbole phonétique pour transcrire une consonne battue alvéolaire voisée [ɾ], par exemple par le linguiste Paul Newman dans la description du haoussa.
Le r barré ‹ ɍ › est utilisé dans une étude de thuringeois central, un dialecte moyen allemand, par Gustav Kirchner en 1913.

## Variantes
|  | Majuscule avec la barre à gauche, comme dans Unicode.                  |
|  | Majuscule avec la barre à travers la panse, comme dans Clifton 1846.   |
|  | Majuscule avec une barre médiane, comme dans les inscriptions latines. |

## Représentation informatique
Le R barré peut être représenté avec les caractères Unicode suivants :
| formes    | représentations | chaînes de caractères | points de code | descriptions                    |
| --------- | --------------- | --------------------- | -------------- | ------------------------------- |
| capitale  | Ɍ               | Ɍ                     | U+024C         | lettre majuscule latine r barré |
| minuscule | ɍ               | ɍ                     | U+024D         | lettre minuscule latine r barré |